# Gwarkowie Dolnośląscy
Gwarkowie Dolnośląscy – potoczna nazwa górników byłych wałbrzyskich kopalń węgla kamiennego. Część z nich zrzeszona jest w Stowarzyszeniu Gwarków KWK Victoria i Kopalń Wałbrzyskich. Gwarkowie Dolnośląscy są patronami Publicznej Szkoły Podstawowej nr 22 w Wałbrzychu, która kultywuje tradycje górnicze, m.in. poprzez pasowanie pierwszoklasistów na ucznia - gwarka, a także  spotkania z byłymi górnikami.